# AH Scorpii
AH Scorpii là một sao biến quang siêu khổng lồ nằm trong chòm sao Thiên Yết. Nó là một trong những ngôi sao lớn nhất được biết đến sao ở 1.411 R☉.
AH Sco là một ngôi sao biến thiên bán nguyệt với thời gian chính là 714 ngày. Tổng phạm vi cường độ trực quan là 6,5 - 9,6. Không phát hiện thấy các giai đoạn thứ cấp dài.
Mô hình AH Sco gần ánh sáng tối đa đã xác định nhiệt độ hiệu quả là 3.682 K và độ sáng 330.000 L☉, bán kính 1,411 R☉.
AH Sco là một chất siêu khổng lồ đỏ có chứa bụi  với SiO, H2O, và OH masers trong vật liệu giàu oxy của nó. Các phép đo VLBI của các thợ xây đã cung cấp khoảng cách chính xác 2.260 parsec. Các thợ xây đã được quan sát để được tiếp cận các ngôi sao ở 13 km / s, cho thấy sự co lại tổng thể ở xung quanh giai đoạn 0,55 của các biến thể nhìn thấy được.